# Austin Motor Company
Formalmente The Austin Motor Company Limited foi uma empresa inglesa, fabricante de veículos a motor. Fundada por Herbert Austin em 1905, o controle da empresa foi dividido com a Morris Motors Limited em 1952 numa nova "companhia holding" chamada The British Motor Corporation Limited, na qual, tanto a Austin quanto a Morris, mantiveram suas próprias identidades.
A marca Austin foi usada até 1987, e está hoje em posse da Shanghai Automotive Industry Corporation (SAIC) depois de transferida de uma subsidiária falida, a Nanjing Automotive que a havia adquirido juntamente com o MG Rover Group em julho de 2005.

## Histórico

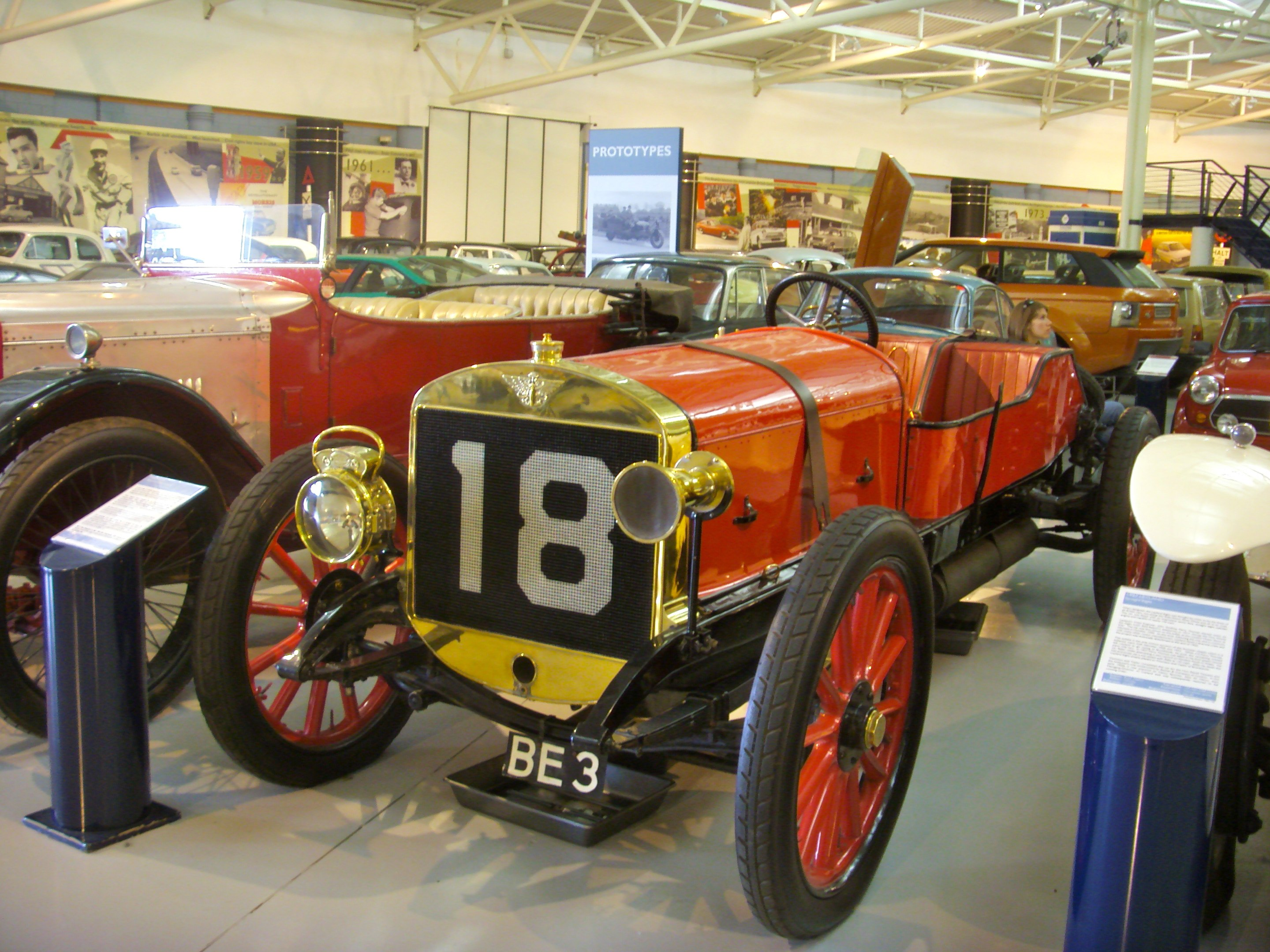
Um Austin de competição de 1908.

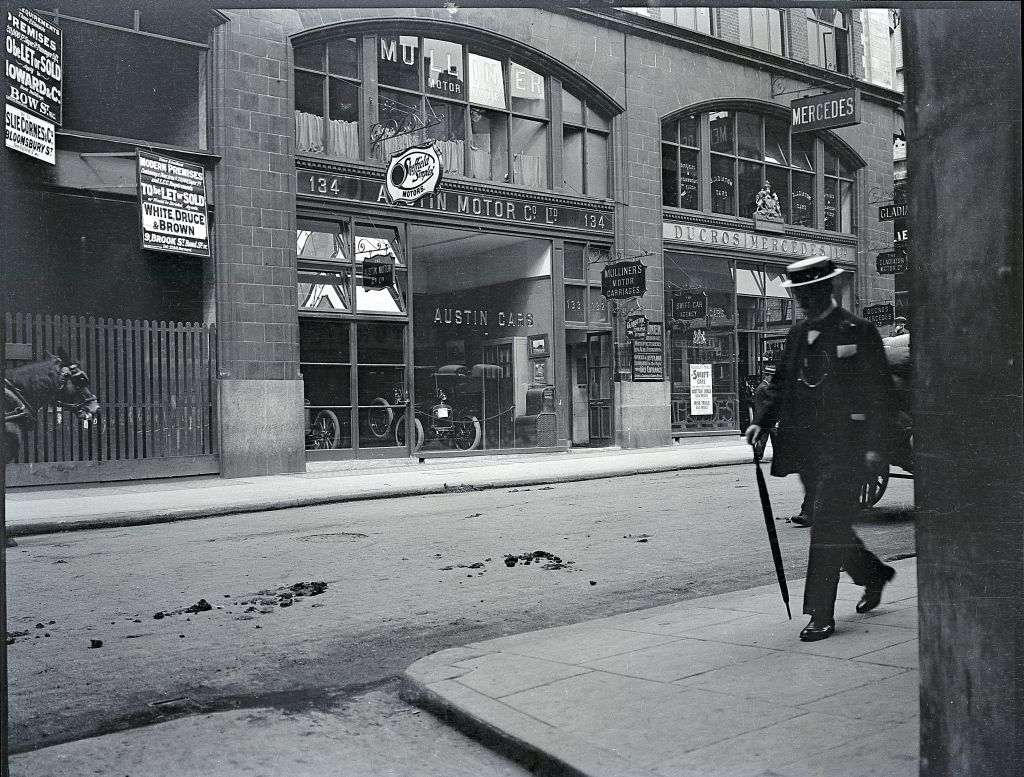
Austin Motors showroom,
Long Acre, London, circa 1910.

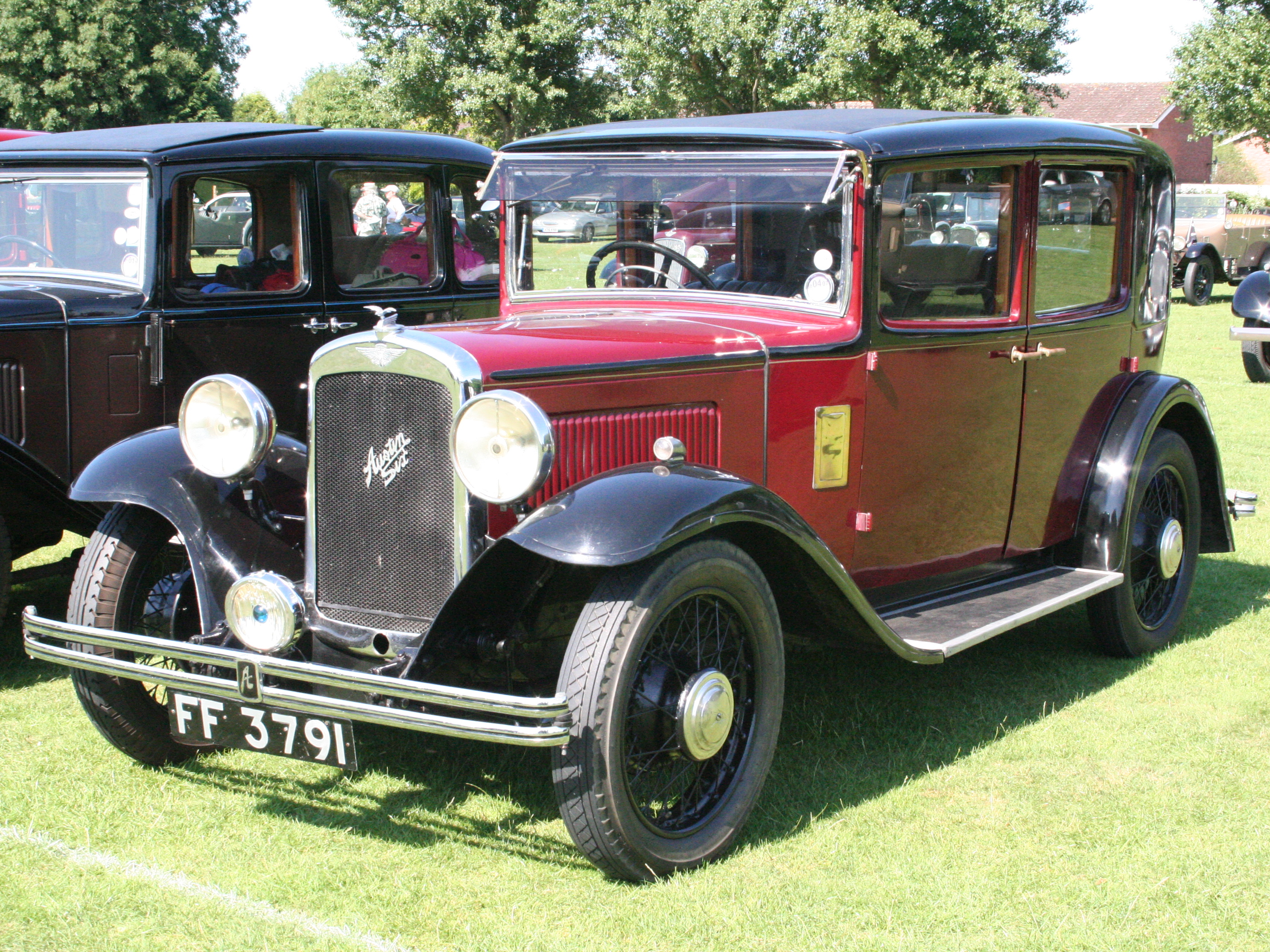
Sixteen Westminster saloon, 1932.

Depois de algumas experiências incipientes e a fabricação de três automóveis entre 1895 e 1899. Em 1901, Herbert Austin começou a desenvolver um trabalho mais profissional. Em 1905, com o suporte dos irmãos Vickers, e financiamento de Harvey du Cros, ele adquiriu em novembro, as instalações de uma gráfica fora de uso na pequena vila de Longbridge em Worcestershire. No mês seguinte a The Austin Motor Company Limited foi incorporada. Em abril de 1906, um grande número de motoristas se dirigiu a Longbridge para conhecer o novo carro da Austin, um modelo convencional de quatro cilindros em duas versões: 15/20 hp por £500 e 25/30 hp por £650. O único concessionário para venda do veículo era Mr Harvey Du Cros junior.
Os carros da Austin, eram luxuosos. A lista de clientes incluía: Gran Duques russos, Princesas, Bispos, altos oficiais do governo espanhol e uma longa lista de membros da nobreza britânica. Em fevereiro de 1914, a Austin já fabricava muitos modelos entre: turismo, limusines e cupês com motores de 15, 20, 30 e 60 hp. Ambulâncias e veículos comerciais também estavam disponíveis. A Austin se tornou uma empresa de capital aberto em 1914, e o capital passou para £650.000. Na época a sua produção a colocava na quinta posição do ranking britânico.
A Austin Motor Co. cresceu enormemente durante a Primeira Guerra Mundial, atendendo contratos do governo para aviões, blindagens, armas pesadas e conjuntos geradores, além de 1.600 caminhões de três toneladas, a maior parte deles enviada para a Rússia. O número de empregados cresceu de cerca de 2.500 para 22.000. O sucesso continuou no período entre Guerras (1919–1939). Durante a Segunda Guerra, a Austin continuou a construir carros, mas também caminhões e aviões incluindo os bombardeiros Lancaster. Algumas mudanças e evoluções técnicas no setor automobilístico durante a década de 60 começaram a afetar os negócios. Na década de 70 as coisas começaram a caminhar mal, e na década de 80 a marca praticamente desapareceu.

## Produtos

### Carros
- 1910–11 Austin 7 hp
- 1922–39 Austin 7
- 1959–61 Seven, as BMC
- 1961-69 Mini, as BMC
- 1980–90 Metro, as Austin Rover
- 1911–15 Austin 10 hp
- 1932–47 Austin 10
- 1939–47 Austin 8
- 1951–56 A30
- 1956–59 A35
- 1956–62 A35 Countryman

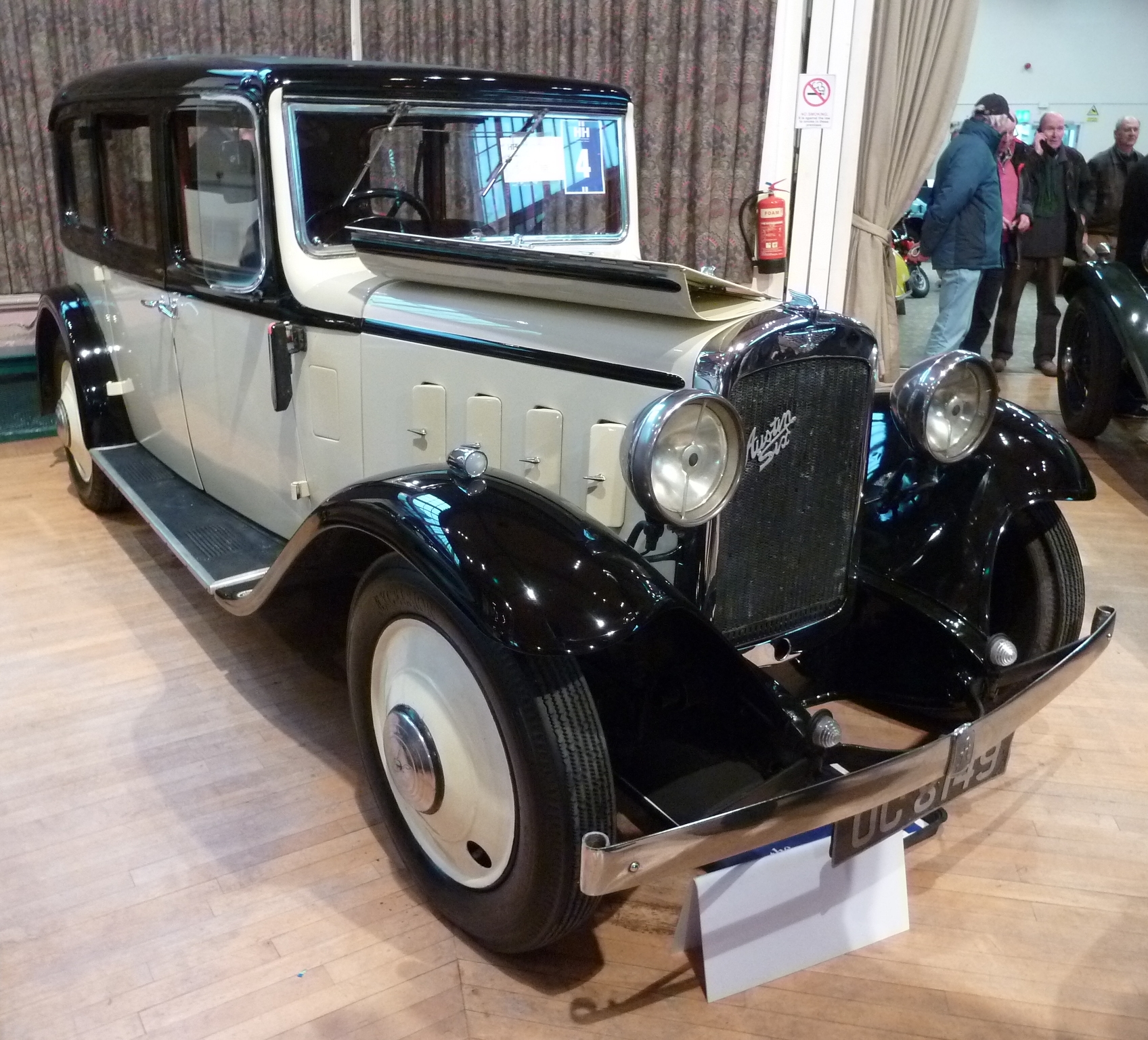
Sixteen Carlton 7-lugares, 1934.

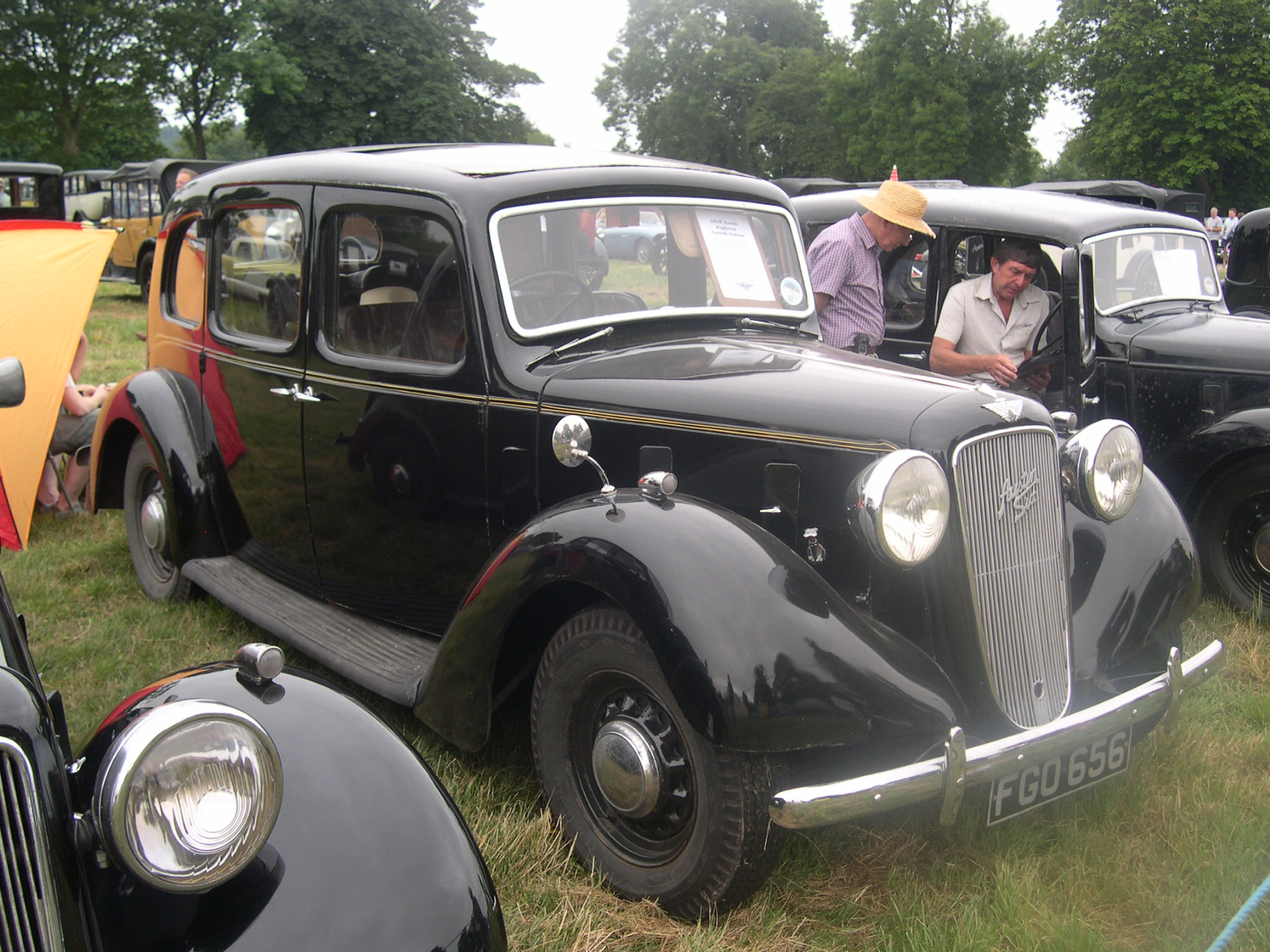
Eighteen Norfolk, 1938.

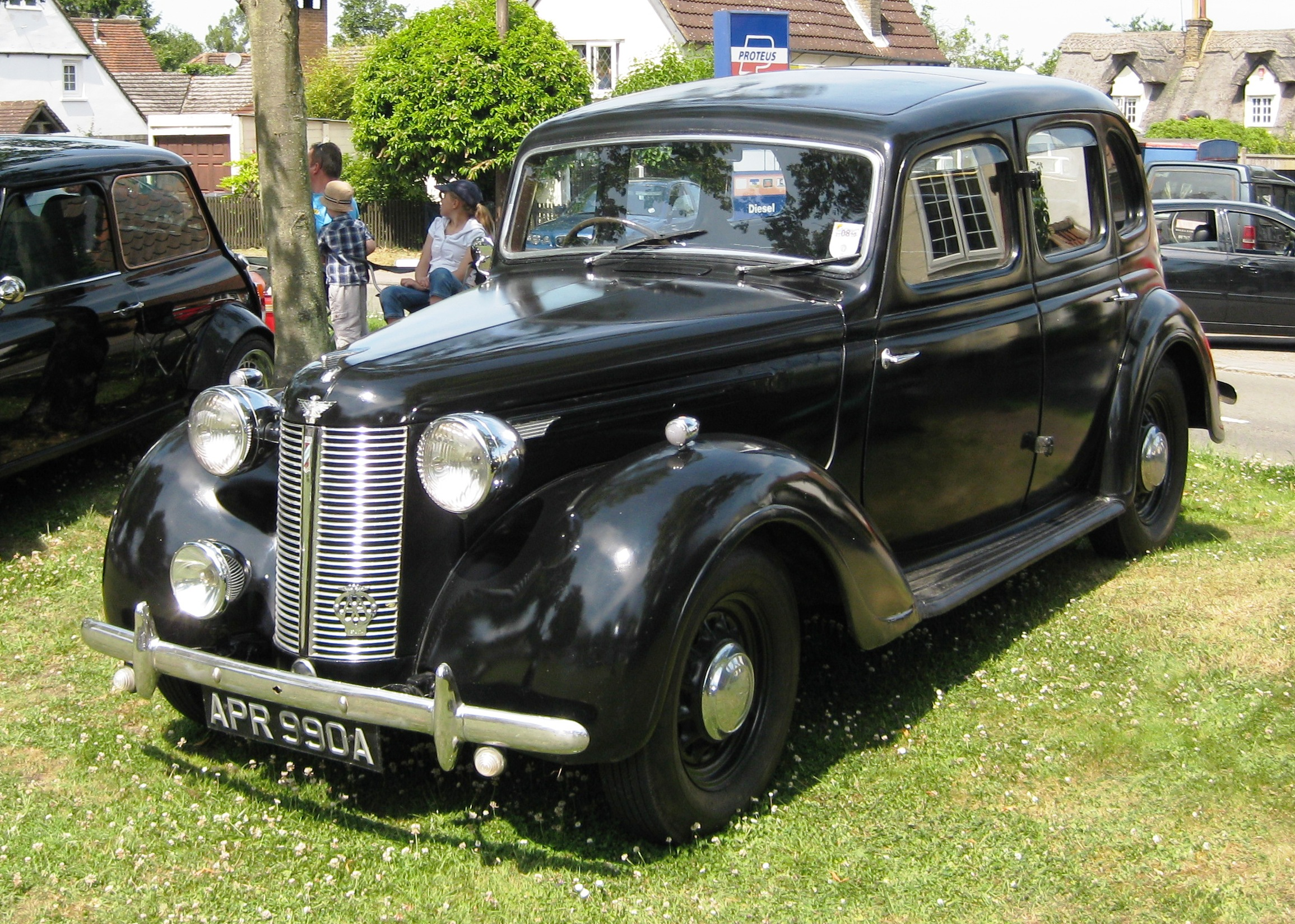
1946 12 (1465cc).

Um Austin K2 ambulância.

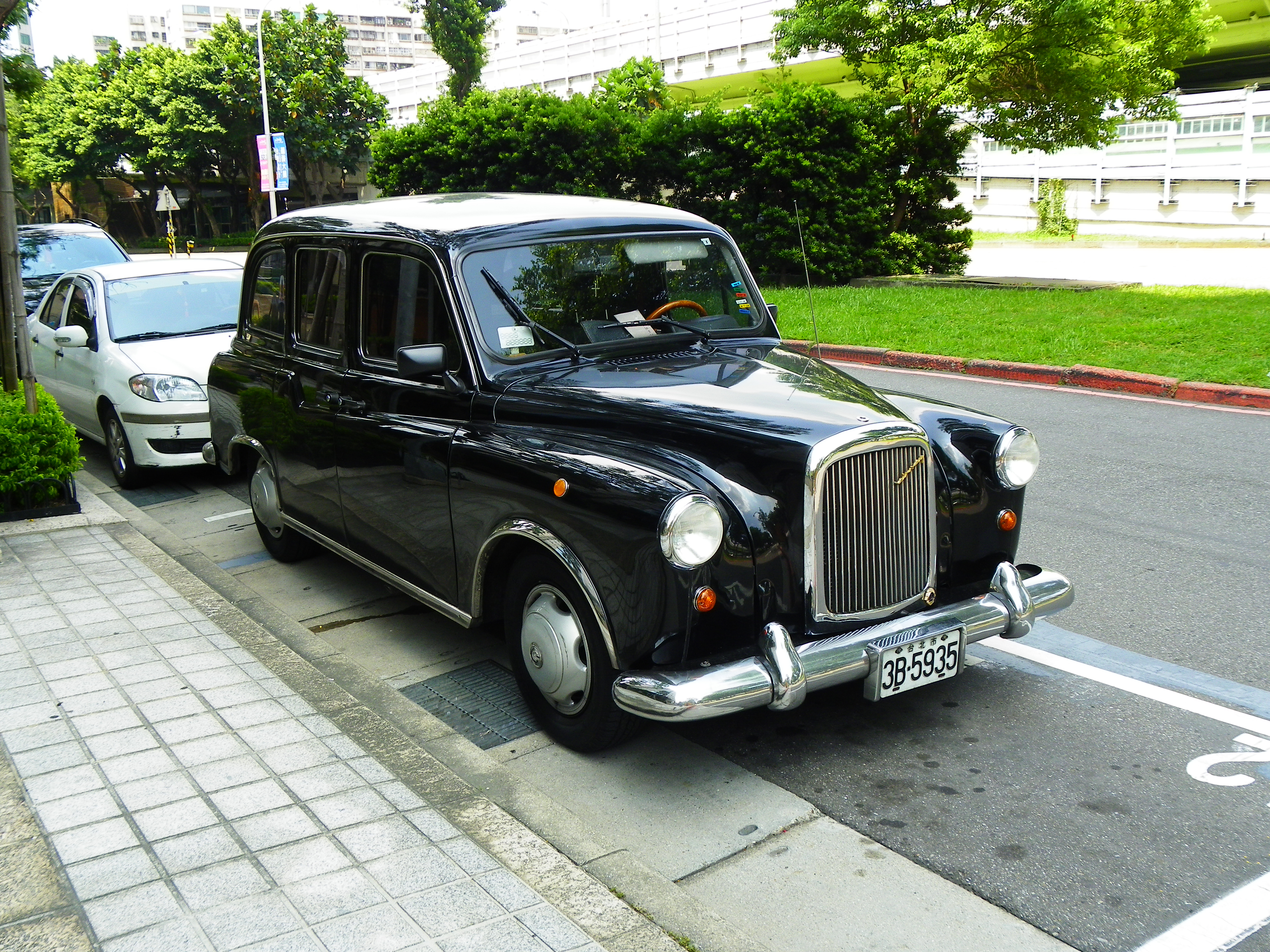
Um Austin FX4.

- 1954–61 Nash Metropolitan/Austin Metropolitan
- 1958–61 A40 Farina Mk I
- 1961–67 A40 Farina Mk II
- 1963–74 1100
- 1967–74 1300
- 1973–83 Allegro
- 1906–07 Austin 25/30
- 1906-07 Austin 15/20
- 1907–10 Austin 18/24
- 1908–11 Austin 40 hp
- 1908–10 Austin 60 hp
- 1913–14 Austin 15 hp
- 1914–16 Austin 30 hp
- 1922–40 Austin "Heavy" 12
- 1927–38 Austin 16 (16/18)
- 1931–36 Austin "Light" 12/6
- 1933–39 Austin "Light" 12/4
- 1937–39 Austin 14
- 1938–39 Austin 18
- 1939–47 Austin 12
- 1945–49 Austin 16 hp
- 1947–52 A40 Devon/Dorset
- 1948–50 A70 Hampshire
- 1950–54 A70 Hereford
- 1952–54 A40 Somerset
- 1954–58 A40/A50/A55 Cambridge
- 1927–38 Austin 16 (16/18)
- 1938–39 Austin 18
- 1954–59 A90/A95/A105 Westminster
- 1956–59 A95 Westminster Station wagon.
- 1956–59 A105 Westminster
- 1959–61 A55 Cambridge
- 1959–61 A99 Westminster
- 1961–69 A60 Cambridge
- 1961–68 A110 Westminster
- 1964–75 1800/2200 (ADO17)
- 1967–71 3-Litre
- 1969–81 Maxi
- 1975-75 1800/2200 (ADO71)
- 1982–84 Ambassador
- 1983–94 Maestro
- 1984–94 Montego
- 1919–30 Austin Twenty (20/4)
- 1927–38 Austin Twenty (20/6)
- 1938–39 Austin Twenty Eight (28/6)
- 1919–30 Austin Twenty (20/4)
- 1926-38 Austin Twenty-Six
- 1927–38 Austin 16 (16/18)
- 1938–39 Austin 18
- 1938-39 Austin Twenty Eight
- 1947–54 A110/A125 Sheerline
- 1946–56 A120 Princess
- 1947–56 A135 Princess
- 1956–59 Princess IV
- 1958–59 A105 Westminster Vanden Plas
- 1920–23 Austin Twenty Sports Tourer
- 1948–50 A90 Atlantic Convertible
- 1949–52 A90 Atlantic Saloon
- 1950–53 A40 Sports
- 1953–56 Austin-Healey 100
- 1958–70 Austin-Healey Sprite
- 1959–67 Austin-Healey 3000
- 1971 Austin Sprite
- 1958–62 Austin Lancer
- 1962–66 Austin Freeway
- 1970–73 Austin Kimberley/Tasman

### Veículos militares
- WWI Austin Armoured Car
- WWII Austin Ten Utility Truck
- WWII Austin K2
- WWII Austin K4
- 1958–67 Austin Gipsy
- Austin Champ
- c. 1968 Austin Ant

### Taxis de Londres
- 1929–34 Austin 12 Taxicab High Lot
- 1934–39 Austin 12 Taxicab Low Loader
- 1938–39 Austin 12 Taxicab Flash Lot
- 1948–58 Austin FX3
- 1958–97 Austin FX4—London Taxi

### Ambulâncias
- LD3
- WWII Austin K2/Y

### Veículos comerciais

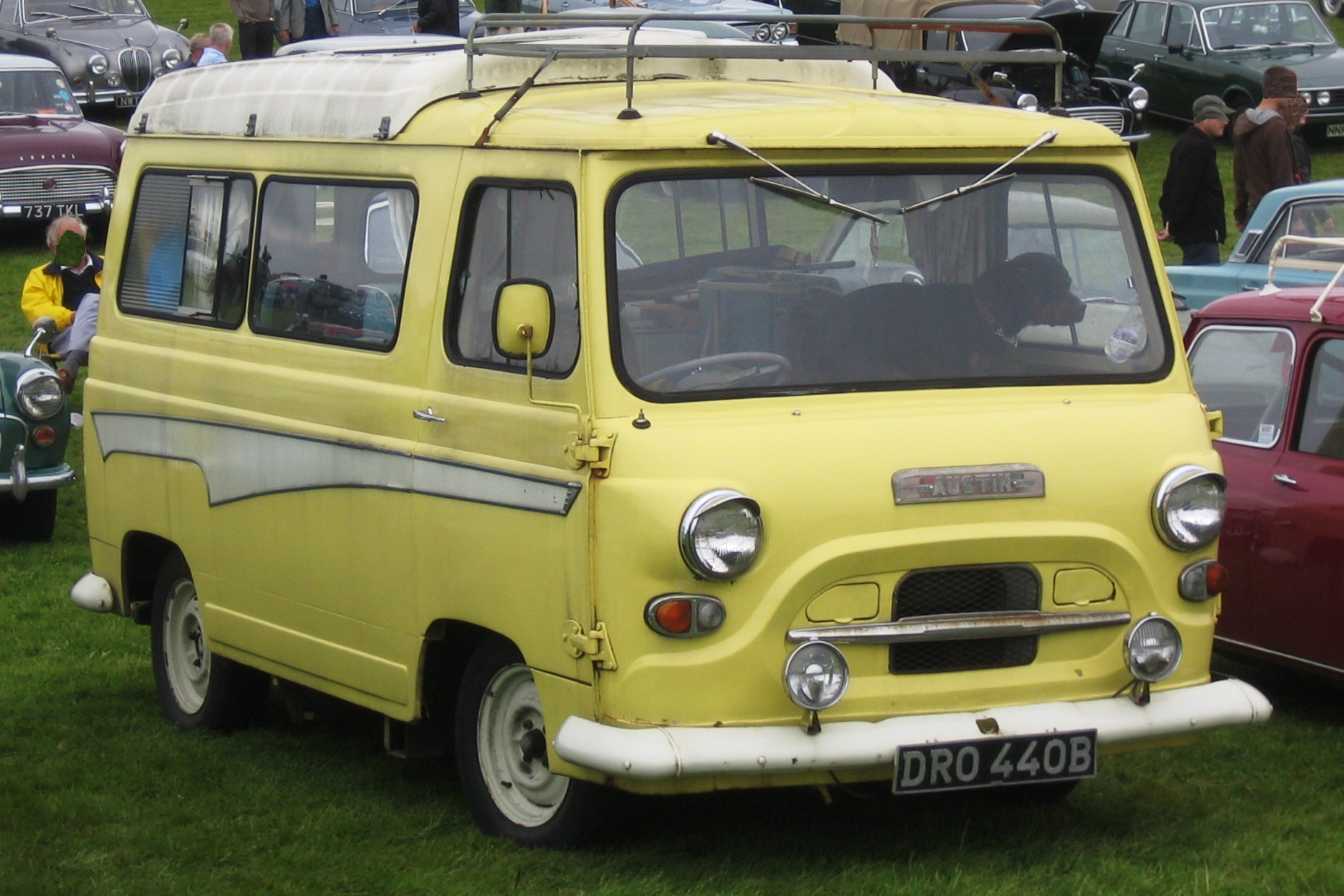
Light van ~1964.

- A Austin também fabricou veículos comerciais, um dos quais o FG, sucessor do Morris FG. O FG foi o produto mais importante para manter o Reino Unido funcionando durante a década de 60. Esses Austin FG, e mais tarde os Leyland FG, tinham motores a gasolina e a diesel de bom torque mas baixo desempenho em termos de velocidade: 65 km/h era o melhor que eles conseguiam. A Leyland estava prestes a assumir a produção dos FG, mas antes que ela o fizesse, em 1964, a BBC (British Broadcasting Corporation) encomendou seis exemplares em forma de ônibus a uma empresa de Middlesex, a Palmer Coachbuilders. Esses seis veículos serviram para filmagens externas.

### Aviões

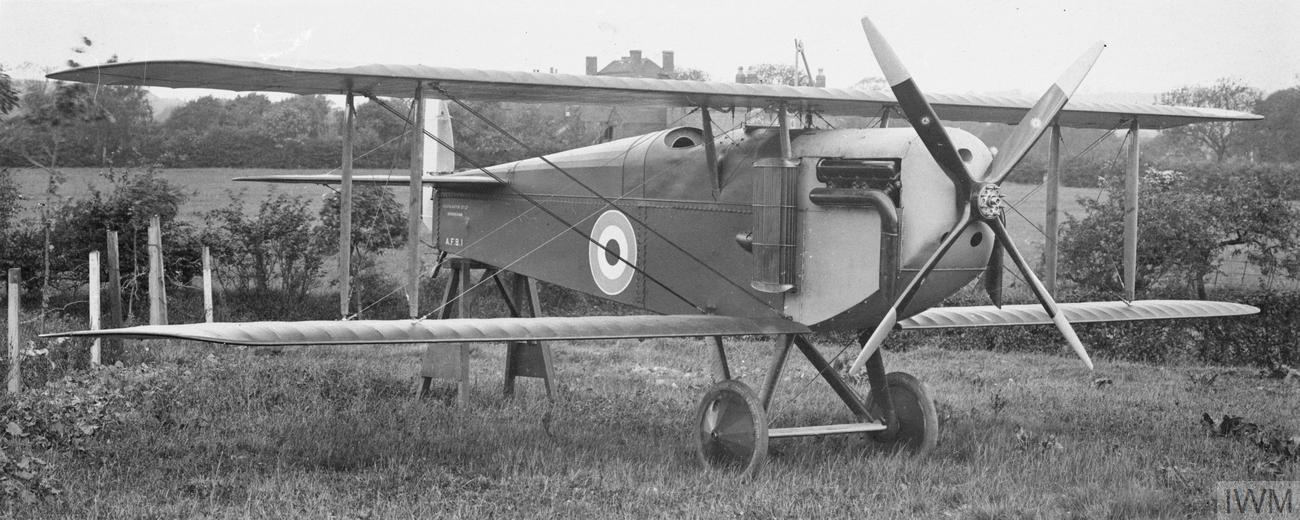
O caça Austin-Ball A.F.B.1, ~1917.

Durante a Primeira Guerra Mundial, a Austin construiu aviões sob licença, incluindo o Royal Aircraft Factory S.E.5a, mas também produziu alguns modelos de desenho próprio. Nenhum deles passou da fase de protótipo. Eles incluíam:
- Austin-Ball A.F.B.1 (caça)
- Austin A.F.T.3 (caça)
- Austin Greyhound (caça)
- Austin Kestrel (biplano de dois lugares)
- Austin Osprey (caça)
- Austin Whippet (avião civil do pós guerra)